# Campo, Corse-du-Sud
Campo är en kommun i departementet Corse-du-Sud på ön Korsika i Frankrike. Kommunen ligger  i kantonen Santa-Maria-Siché som tillhör arrondissementet Ajaccio. År 2022 hade Campo 103 invånare.

## Befolkningsutveckling
Antalet invånare i kommunen Campo
Referens:INSEE